# 非洲异瓜参
非洲异瓜参（学名：Afrocucumis africana）为硬瓜参科异瓜参属的动物。分布于马达加斯加、东非、菲律宾、印度尼西亚、澳大利亚、日本、台湾岛以及中国大陆的海南岛、西沙群岛等地，主要生活于潮间带的岩石或珊瑚礁下、或缝隙内以及或隐藏在海藻根下。该物种的模式产地在莫桑比克。
其种加词“africana”意为“非洲的”。